# Прыжки на батуте на летних Олимпийских играх 2020 — квалификация
В соревнованиях по прыжкам на батуте на летних Олимпийских играх 2020 смогут принять участие 32 спортсмена (16 мужчин и 16 женщин), которые будут соревноваться за 2 комплекта наград. Каждая страна может быть представлена не более, чем 4-я спортсменами (2 мужчины и 2 женщины).

## Правила квалификации
Отбор на летние Олимпийские игры проводится в два этапа. Первые 8 квот будут отданы финалистам чемпионата мира 2019 года. Ещё по 5 мест будет разыграно в рамках континентальных чемпионатов. Ещё от одного до трёх спортсменов получат квоты по результатам кубка мира 2019 и 2020 года. Остальные путёвки распределит специальная комиссия, при этом обязательным условием является представительство на Играх минимум четырёх континентов. Для хозяев соревнований сборной Японии, в случае невыполнения квалификационного норматива, будет гарантировано одно место.
Квалификационные соревнования
| Соревнование                             | Период                     | Место проведения |
| ---------------------------------------- | -------------------------- | ---------------- |
| Чемпионат мира по прыжкам на батуте 2019 | 28 ноября — 1 декабря 2019 | Токио            |
| Кубок мира                               | февраль 2019 — апрель 2020 |                  |
| Континентальные чемпионаты               | май 2020                   |                  |

## Квалифицированные страны
| Страна | Мужчины | Женщины | Всего |
| ------ | ------- | ------- | ----- |
|        |         |         |       |

## Квалифицированные спортсмены
Олимпийские лицензии не являются именными. Каждый НОК самостоятельно выбирает спортсменов, которые выступят на Играх.

### Мужчины
| Способ отбора              | Номер | Страны | Спортсмены |
| -------------------------- | ----- | ------ | ---------- |
| Чемпионат мира 2019        | 1     |        |            |
| Чемпионат мира 2019        | 2     |        |            |
| Чемпионат мира 2019        | 3     |        |            |
| Чемпионат мира 2019        | 4     |        |            |
| Чемпионат мира 2019        | 5     |        |            |
| Чемпионат мира 2019        | 6     |        |            |
| Чемпионат мира 2019        | 7     |        |            |
| Чемпионат мира 2019        | 8     |        |            |
| Континентальные чемпионаты | 9     |        |            |
| Континентальные чемпионаты | 10    |        |            |
| Континентальные чемпионаты | 11    |        |            |
| Континентальные чемпионаты | 12    |        |            |
| Континентальные чемпионаты | 13    |        |            |
| Решение комиссии           | 14    |        |            |
| Решение комиссии           | 15    |        |            |
| Решение комиссии           | 16    |        |            |

### Женщины
| Способ отбора              | Номер | Страны | Спортсмены |
| -------------------------- | ----- | ------ | ---------- |
| Чемпионат мира 2019        | 1     |        |            |
| Чемпионат мира 2019        | 2     |        |            |
| Чемпионат мира 2019        | 3     |        |            |
| Чемпионат мира 2019        | 4     |        |            |
| Чемпионат мира 2019        | 5     |        |            |
| Чемпионат мира 2019        | 6     |        |            |
| Чемпионат мира 2019        | 7     |        |            |
| Чемпионат мира 2019        | 8     |        |            |
| Континентальные чемпионаты | 9     |        |            |
| Континентальные чемпионаты | 10    |        |            |
| Континентальные чемпионаты | 11    |        |            |
| Континентальные чемпионаты | 12    |        |            |
| Континентальные чемпионаты | 13    |        |            |
| Решение комиссии           | 14    |        |            |
| Решение комиссии           | 15    |        |            |
| Решение комиссии           | 16    |        |            |